# 한돈자조금관리위원회
한돈자조금관리위원회(韓豚自助金管理委員會)는 한돈산업의 건전한 발전과 한돈인의 사회 경제적 지위 향상에 기여하기 위하여 설립된 기관이다. 서울특별시 서초구 서초중앙로 6길 9(서초동 1621-19) 제2축산회관 1층에 위치해 있다.

## 설립 근거
- 축산자조금의 조성 및 운용에 관한 법률 제3조[2]

## 연혁
- 1985년 5월 31일 ~ 6월 16일 미국 축산자조금제도 시찰단 파견 (대한양돈협회)
- 1992년 9월 9일 임의 양돈자조금사업 시행
- 1998년 6월 16일 양돈협회, 낙농육우협회, 양계협회, 축협중앙회 등 4개 단체 <의무자조금 제도의 법제화> 건의 (농림부)
- 1999년 11월 10일 <축산자조금법 입법 청원서> 국회 제출
- 2000년 8월 14일 축산업자조금법 재정에 관한 청원 국회 제출 (김영진, 주진우 의원 외 22인 소개로 제출 / 한우 & 낙농육우 & 양돈 & 양계협회 공동 명의)
- 2001년 11월 16일 축산업자조금 재정에 관한 공청회 개최
- 2002년 1월 30일 축산업자조금법 입법을 위한 공청회 개최
- 2002년 5월 13일 <축산물의 소비촉진 등에 관한 법률> 공포
- 2003년 5월 27일 제1차 양돈자조금 설치 공동준비위원회 개최
- 2003년 11월 12일 ~ 11월 13일 양돈자조금 활동자금 대의원 선거 실시
- 2003년 12월 19일 양돈자조금 창립대의원회 개최
- 2004년 2월 6일 양돈자조금 활동자금 징수 위탁 (전국 도축장)
- 2004년 3월 4일 제 3차 양돈자조금 관리위원회 개최 (초대 위원장 최영열)
- 2004년 3월 29일 양돈자조금 활동자금 관리사무국 설치 (서울특별시 서초구 양재동)
- 2004년 4월 1일 양돈자조금 활동자금 징수 개시
- 2004년 6월 1일 양돈자조금 인터넷 홈페이지 개설 한돈자조금 홈페이지 바로가기
- 2004년 10월 1일 돼지고기 소비 촉진 TV & 라디오 광고 방영 개시
- 2005년 8월 1일 소비자 대상 인터넷 홈페이지 개설 한돈닷컴 홈페이지 바로가기
- 2006년 2월 28일 2006년 제 1차 양돈자조금 관리위원회 개최 (2대 위원장 김건태 선출)
- 2007년 10월 17일 제 2기 양돈자조금 대의원 선거
- 2007년 11월 12일 제 2기 양돈자조금 대의원회 개최 (2기 대의원회 의장 이병모)
- 2007년 11월 20일 제 2기 임시 양돈자조금 관리위원회 (3대 위원장 윤상익 선출)
- 2008년 1월 양돈자조금 600원 거출 개시
- 2009년 11월 5일 제 8차 양돈자조금 관리위원회 개최 (4대 위원장 김동환)
- 2009년 11월 26일 제 2기 양돈자조금 대의원회 개최 (4대 의장 정종극)
- 2010년 3월 11일 제 1차 양돈자조금 관리위원회 개최 (5대 위원장 이병모)
- 2010년 7월 1일 웰빙포크닷컴을 <한돈닷컴>으로 개편
- 2011년 1월 양돈자조금 800원 거출 개시
- 2011년 4월 27일 한돈자조금 명칭 변경 (양돈자조금 → 한돈자조금)
- 2011년 7월 1일 종돈* AI 한돈자조금 동참 (한국종돈업 경영인회, 한국돼지 유전자협회)
- 2013년 11월 14일 제 2차 한돈자조금 대의원회 (7대 위원장 이병규 선출)
- 2014년 10월 1일 제 1회 한돈데이 개최
- 2015년 1월 한돈자조금 1,100원 거출 개시

## 조직

### 대의원회 의장
- 대의원 (정원 150명)
- 감사 (2명)

#### 관리위원장
- 관리위원 (정원 24명)

#### 사무국장
- 경영지원부
- 전략사업부
- 유통사업부
- 광고홍보부
- 미래연구소

## 같이 보기
- 계란자조금관리위원회
- 우유자조금관리위원회
- 한우자조금관리위원회
- 대한양돈협회